# Absoluto (fragrância)

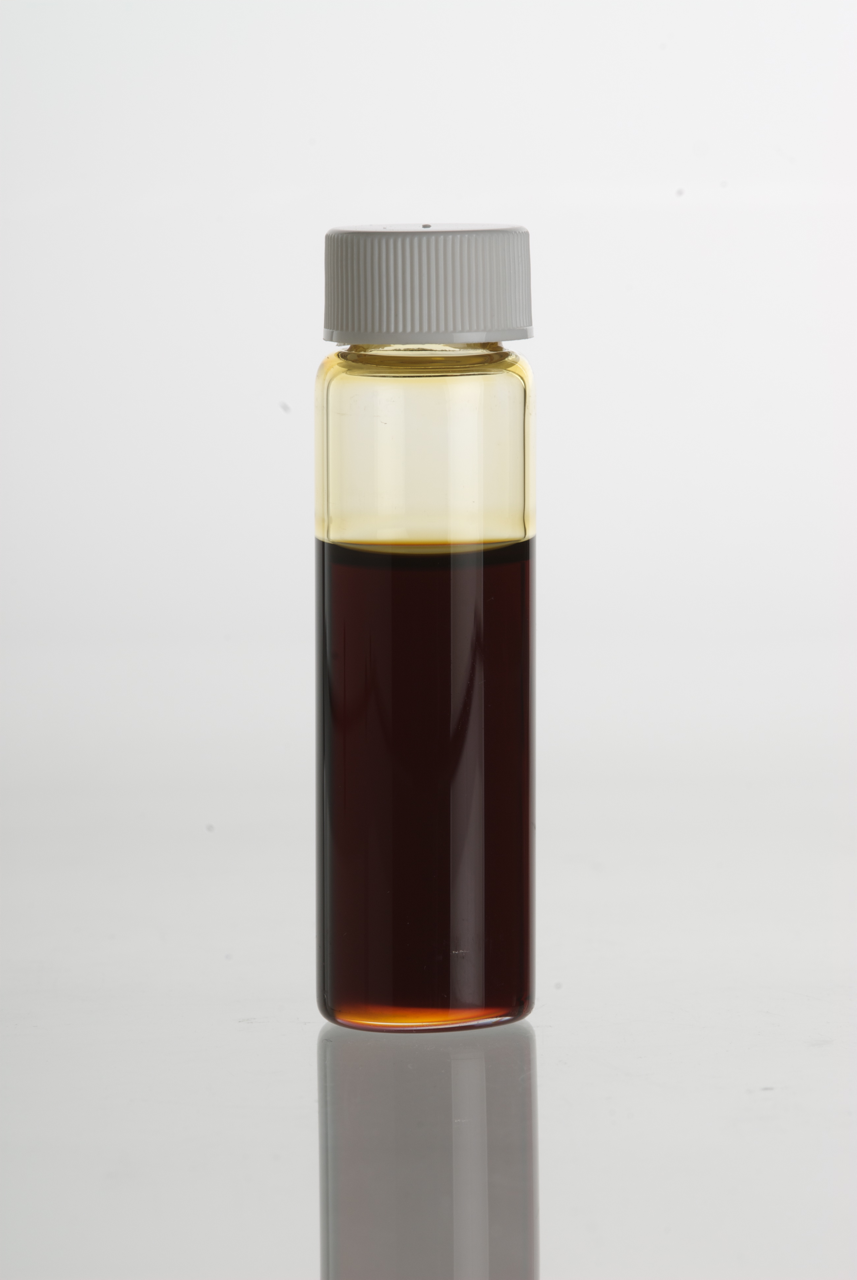
Absoluto de jasmim (extracto de Jasminum officinale).

Absoluto é a designação dada em perfumaria e aromaterapia aos concentrados altamente aromáticos de óleos essenciais e outros compostos fragrantes utilizados na confecção de perfumes e de misturas para aromaterapia.

## Descrição
Usados em perfumaria e aromaterapia, os absolutos são similares aos óleos essenciais. Como estes, os absolutos são concentrados altamente aromáticos, compostos por substâncias oleosas extraídas de plantas, mas enquanto os óleos essenciais são produzidos por destilação, fervura ou prensagem, os absolutos são produzidos por extração por solventes ou, mais tradicionalmente, pelo processo de captura de aromas conhecido por enfleurage.
Na produção dos absolutos, o material vegetal é inicialmente sujeito a um processo de extracção utilizando como solvente um hidrocarboneto, em geral hexano, para produzir uma solução conhecida por um concreto. O concreto é por sua vez extraído com etanol. O extracto de etanol é arrefecido (por exemplo, a -15 °C) para solidificar as ceras presentes na solução e filtrado a frio para produzir um extracto líquido. Quando o etanol evapora, a substância oleosa residual é o absoluto.
Tradicionalmente, o absoluto era obtido por enfleurage, processo durante o qual a pomada resultante do processo de absorção de aromas era extraído com etanol para produzir o absoluto.
O uso dos absolutos resulta da constatação que algumas matérias-primas são muito delicadas ou muito inertes para destilar a vapor e só podem produzir o seu aroma por extracção com solvente. Exemplos destas matérias são o jasmim e a cera de abelha. Entre os absolutos mais utilizados estão os derivados da rosa, jasmim, tuberosa, junquilho, ylang-ylang, mimosa, boronia, lavanda, lavandina, gerânio, sálvia, violeta, musgo de carvalho e cumaru (ou tonka).
O óleo de rosas, o absoluto de jasmim, o absoluto de tuberosa, o óleo de Orris, o óleo de sementes de ambreta (ou abelmosco), o óleo de raiz de angélica e o óleo de flor de laranjeira são ingredientes valiosos e caros utilizados na confecção de fragrâncias e sabores.
Concentrações residuais de solventes podem permanecer nos absolutos, o que leva a que alguns sejam considerados indesejáveis para aromaterapia.